# Joe Fagan
Pour les articles homonymes, voir Fagan.
Joe Fagan, né le 12 mars 1921 à Liverpool et mort le 30 juin 2001 dans la même ville, était un ancien joueur puis manager de football anglais. Il est connu pour avoir été manager de Liverpool de 1983 à 1985. Il a emmené le club anglais jusqu'à la victoire du club en Ligue des champions en 1984. Il est mort en 2001, à l'âge de 80 ans, après une longue maladie.

## Carrière
Joe Fagan joua la plus grande partie de sa carrière dans le club de Manchester City pour lequel il a signé en 1938. La deuxième guerre mondiale ne lui permit pas d'avoir une grande carrière mais il est l'un des joueurs qui remonta le club en première division lors de la saison 1946-1947.
Fagan commença sa carrière de manager au Nelson FC dans le Lancashire Combination comme joueur-manager, et il mena le club en Championship lors de sa première saison en 1952. Il changea pour devenir en 1954 le manager de Rochdale AFC avant de rejoindre Liverpool comme entraîneur en 1958.
Quand Bill Shankly se retire de son poste de manager de Liverpool en 1974, son assistant et successeur Bob Paisley désigna Fagan comme son assistant. Après la démission de Paisley en 1983, Fagan devint le manager du Liverpool FC signant un contrat de deux ans qui commença lors de la saison 1983-1984.
Fagan est particulièrement respecté pour avoir acheté le milieu de terrain danois Jan Mølby, et pour avoir été le premier manager à remporter un treble (trois trophées majeurs en une saison) avec un club anglais. Seuls Alex Ferguson et Gérard Houllier l'ont réussi depuis. Fagan, de plus, réussit le triplé lors de sa première saison comme manager de Liverpool. 
Le 29 mai 1985, juste quelques heures avant le drame du Heysel, Fagan annonça qu'il voulait se retirer, et Kenny Dalglish, l'attaquant de l'Écosse et de Liverpool, prit sa succession.

## Palmarès

### Joueur
- 1946-47 : Promu avec Manchester City en première division

### Manager de Liverpool
- Vainqueur
  - 1983-84 : Coupe de la Ligue
  - 1983-84 : Championnat d'Angleterre
  - 1983-84 : Ligue des champions

- Finaliste
  - 1983-84 : Community Shield
  - 1984-85 : Community Shield
  - 1984-85 : Coupe intercontinentale
  - 1984-85 : Supercoupe de l'UEFA
  - 1984-85 : Championnat d'Angleterre
  - 1984-85 : Ligue des champions